# 道の駅さらべつ
道の駅さらべつ（みちのえき さらべつ）は、北海道河西郡更別村にある北海道道238号更別幕別線の道の駅である。

## 主な施設
- 駐車場
  - 普通車：67台
  - 大型車：7台
  - 身障者用：2台
- トイレ（いずれも、24時間利用可能）
  - 男：大 3器、小 5器
  - 女：5器
  - 身障者用：1器
- 公衆電話：1台
- 農作物直売コーナー（6月中旬 - 11月上旬の土日のみ営業）
- 特産物販売コーナー「ピポパ」
- レストラン「ポテト」

## 休館日
- 年末年始（12月31日 - 1月5日）

## アクセス
直接連絡
- 北海道道210号尾田豊頃停車場線
- 北海道道238号更別幕別線

間接連絡
- 国道236号

## 周辺
- 十勝スピードウェイ
- さらべつカントリーパーク（オートキャンプ場）